# Квінт Санквіній Максим
Квінт Санквіній Максим (лат. Quintus Sanquinius Maximus; ? — 47) — державний діяч Римської імперії, консул-суффект 39 року.

## Життєпис
Про батьків, місце та дату народження немає відомостей. У 32 році він мав ранг консуляра. Тобто до цього часу обіймав посаду консула, ймовірно суффекта. Того ж року захищав колишніх консулів Публія Меммія Регула та Луція Фульцинія Тріона, яких звинуватили в участі у змові Сеяна. 
У 39 році за правління імператора Калігули став консулом-суффектом разом з Луцієм Апронієм Цезіаном. Того ж року призначено міським префектом Рима. На цій посаді перебував до 41 року. Новий імператор Клавдій призначив Максима імператорським легатом-пропретором до провінції Нижня Германія, де і помер у 47 році.